# 2015年英國大選
2015年英國大選是英國國會下議院第55次大選，在2015年5月7日舉行，選出第56屆英國國會。這次大選除了改選英國下議院的全部議席之外，也會進行地方選舉。選舉結果，保守黨成功連任，戴维·卡梅伦組建保守黨23年來首個多數黨政府。

## 背景
選舉制度的改革是這次選舉的焦點之一。保守黨政府本計劃將下議院議席削減至600席，同時自由民主黨亦要求在國會下議院選舉中導入比例代表制，但由於法律尚未修改，選舉制度改革也被延遲。而2011年有關選舉制度改革的公投亦被壓倒性否決。
2014年5月，英国独立党（UKIP）在欧洲议会选举中历史性获胜，成为欧洲议会英国选区中最大党，其在全國民调超越自由民主党成为第三大党，极有可能成为这届大选的黑马，其领导人奈杰尔·法拉奇也颇有实力，但獨立黨與保守黨票源相近，由于不少獨立黨的支持者原本支持保守黨，是否會影響保守黨，存在未知數。
此外，苏格兰民族党（SNP）、绿党、威尔士党都有实力取得更多议席甚至搅局大选。文立彬领导的工党也要趁保守党与自民党的执政联盟支持率下滑之际重新夺回执政权。而执政联盟在苏格兰独立公投中惊险保住苏格兰后，希望通过这次选举继续执政，同时挽回持续下滑的支持率。選前舉辦了多場電視辯論，其中一場是由保守黨、工黨、自由民主黨、英國獨立黨、綠黨、蘇格蘭民族黨和威爾士黨黨魁參與的「七黨辯論」。
工黨由于反對蘇格蘭獨立，與保守黨一樣在2014年蘇格蘭獨立公投中呼籲投反對票，流失蘇格蘭的不少支持，苏格兰民族党有可能取得大部分蘇格蘭的議席，成為第三大黨。
選前情勢，兩大黨旗鼓相當，有可能皆不過半而形成懸峙國會。在選舉戰後期，不少民調結果認為保守黨會維持第一大黨地位，但難以組成聯合政府，而苏格兰民族党在大選前已表明，不會與保守黨組建聯合政府，會跟工黨合作。其他政黨如绿党、威尔士党等也作出同樣表示，自由民主黨則表示會與國會第一大黨商討組建聯合政府的安排。至于獨立黨則要求保守黨在今年內舉辦脫歐公投，才會支持其組建少數政府。

## 选举结果
與選前預計相反，本次選舉並沒出現懸峙國會。保守黨嬴得331席成為大贏家，由於該黨獲得超過下議院半數議席（326席），令保守黨能獨自組閣，大衛·卡梅倫連任首相成功，組建23年来保守黨首個多數黨政府。
另一主要政黨工黨則在本次選舉中失利，由於工黨在2014年蘇格蘭獨立公投期間反對蘇格蘭獨立，令工黨在這個傳統票倉失利，所得票數比2010年大選還要少，工黨黨魁文立彬提出辭職。自民黨的黨魁尼克·克莱格因自民黨的選情遭到空前慘敗，淪落為第四大黨，隨後宣布為此次敗選負責，辭去自民黨黨魁職務。
在蘇格蘭，正如選前預料，苏格兰民族党取得大勝，在下議院蘇格蘭59席中取得56席，成為國會第三大黨，而工黨、保守黨及自由民主黨在蘇格蘭分別只有1席。
在選前民望第三的英国独立党在本次選舉中取得約三百八十七萬票，為本屆選舉中得票第三高的政黨，但英國下議院選舉實行小選區制，該黨在各選區均被其他政黨擊敗，只有在克拉克頓的前保守黨、後加入獨立黨的議員道格拉斯·卡斯威爾（Douglas Carswell） 獲勝並取得國會唯一席位。黨魁奈杰尔·法拉奇因在競選的選區被保守黨候選人擊敗而提出請辭，但不獲容許並挽留。
全部650个选区结果公布之后，本次选举的正式结果如下：
| 政党           | 政党 | 领袖                | 选票                | 选票 | 议席         | 议席      |
| 保守党         |      | 戴维·卡梅伦         | 11,334,920（36.9%） |      | 331（50.9%） | 331 / 650 |
| 工党           |      | 艾德·米利班德       | 9,344,328（30.4%）  |      | 232（35.7%） | 232 / 650 |
| 英国独立党     |      | 奈杰尔·法拉奇       | 3,881,129（12.6%）  |      | 1（0.2%）    | 1 / 650   |
| 自由民主党     |      | 尼克·克莱格         | 2,415,888（7.9%）   |      | 8 (1.2%)     | 8 / 650   |
| 苏格兰民族党   |      | 妮古拉·斯特金       | 1,454,436（4.7%）   |      | 56（8.6%）   | 56 / 650  |
| 绿党           |      | 娜塔莉·本内特       | 1,154,562（3.8%）   |      | 1（0.2%）    | 1 / 650   |
| 民主统一党     |      | 彼德·罗宾逊         | 184,260（0.6%）     |      | 8（1.2%）    | 8 / 650   |
| 威尔士党       |      | 莉安·伍德           | 181,694（0.6%）     |      | 3（0.5%）    | 3 / 650   |
| 新芬党         |      | 盖瑞·亚当斯         | 176,232（0.6%）     |      | 4（0.6%）    | 4 / 650   |
| 阿尔斯特统一党 |      | 麦克·内斯比特       | 114,935（0.4%）     |      | 2（0.3%）    | 2 / 650   |
| 社会民主工党   |      | 阿拉斯戴尔·麦克唐纳 | 99,809（0.3%）      |      | 3（0.5%）    | 3 / 650   |
| 其他           |      | 无                  | 349,487（1.1%）     |      | 1（0.2%）    | 1 / 650   |

| 331    | 232  | 56           |      |      |      |
| 保守党 | 工党 | 苏格兰民族党 | 其他 | 其他 | 其他 |

### 历史记录
苏格兰民族党的候选人、年仅20岁的苏格兰女子瑪莉·伯克（Mhairi Black），击败了工党影子外交及聯邦事務大臣道格拉斯·亚历山大（Douglas Alexander），成功当选佩斯利与南伦弗鲁郡（Paisley and Renfrewshire South）的国会议员，她因此成为英国350年来最年轻的国会议员。
保守党候选人艾倫·麥（Alan Mak）在汉普郡哈文特选区以51.66%得票率成功胜出，成为英国历史上首位华裔国会议员。他是来自香港的第二代移民，在约克（York）出生长大，先后毕业于剑桥大学和牛津大学，2000年加入保守党，是一位律师和企业家。

## 外部連結
- Election 2015（页面存档备份，存于），BBC News
- UK Polling Report Voting Intentions（页面存档备份，存于）